# Pârâul Sec, Pârâul cu Fagi
Râul Pârâul Sec este un afluent al Pârâului cu Fagi.  

## Hărți
- Harta Județului Brașov
- Harta Munților Bucegi  Arhivat în 28 mai 2008, la Wayback Machine.
- Harta Munților Postăvaru  Arhivat în 3 august 2008, la Wayback Machine.